# Roberto Ares Pons
Roberto Ares Pons (5 de diciembre de 1921-Montevideo, 30 de julio de 2000) fue un historiador, ensayista y profesor uruguayo.

## Biografía
Historiador y activista político, fue profesor de historia en enseñanza secundaria. Proveniente de filas comunistas, junto a Alberto Methol Ferré y José Claudio Williman entre otros, fundó en junio de 1959 la Agrupación Nuevas Bases. Este grupo de izquierda también fue integrado por Mariano Arana, Helios Sarthou y José de Torres Wilson.
Fue periodista de Marcha, medio en el que a fines de 1958 protagonizó una polémica con Carlos Manuel Rama sobre fascismo y ruralismo. En 1955 fue uno de los fundadores de la revista Nexo, junto con Washington Reyes Abadie y Methol Ferré, que dirigieron hasta el fin de su edición 1958. Esta publicación promovía la integración de Argentina y Brasil a través de Uruguay como «nexo» vinculante.
Debido al golpe de Estado de 1973 se exilió en Argentina y a partir de 1976 en México, donde dictó clases a nivel universitario y participó de actividades de denuncia contra las dictaduras del Cono Sur. En 1979 la UNAM publicó su libro José Artigas: conductor rioplatense, 1811-1820.
A su regreso a Uruguay fue periodista en La República y se dedicó a escribir ensayos y relatos breves. Su último libro publicado fue La senda del buhonero y otros ensayos en 2000.
Falleció en Montevideo a los 78 años, el 30 de julio de 2000.

## Obras
- Aproximaciones a la problemática de nuestra juventud (en Problemas de la juventud uruguaya, Marcha, 1954), con Carlos Manuel Rama, Emilio E. Castro, Arnaldo Gomensoro y Juan J. Flo.
- Examen de la realidad nacional (1959)
- Uruguay ¿provincia o nación? (Buenos Aires, 1961, reeditado en 1967 por Ediciones del Nuevo Mundo)
- Uruguay en el siglo XIX (Ediciones del Río de la Plata, 1964, reeditado en 1986)
- Vocabulario: Con términos de uso frecuente en los Cursos de Historia, Educación Cívica, Introducción al Derecho, etc (La Casa del Estudiante, 1965)
- La intelligentsia uruguaya y otros ensayos (Ediciones de la Banda Oriental, 1968)
- Dónde va la juventud uruguaya
- Elogio al mate
- Movimiento juntista americano: estructura económico-social de la Banda Oriental (La Casa del Estudiante, 1971)
- Capitalismo, imperialismo, socialismo (Ediciones de la Banda Oriental, 1972)
- Curso de historia nacional y americana. Tomo I: España en América (La Casa del Estudiante, 1973, varias ediciones)
- Curso de historia nacional y americana. Tomo II: Las vísperas de la primera independencia (La Casa del Estudiante, 1973, varias ediciones)
- El gaucho (Ediciones de la Banda Oriental, 1973), con José María Obaldía en la complementación pedagógica de textos.
- José Artigas: conductor rioplatense, 1811-1820 (UNAM, 1979)
- El ideal de la Patria Grande a través de la historia (edición de autor, México, 1983)
- Uruguay en el siglo XIX: acceso a la modernidad (Librosur, Nuevo Mundo, 1986)
- El Paraguay del siglo XIX: un estado socialista  (Ediciones del Nuevo Mundo, 1987)
- América Latina: raíces y opciones (Ediciones del Nuevo Mundo, 1988)
- José Artigas: figura y transfigura, 1811-1820 (Ediciones del Nuevo Mundo, 1989)
- La senda del buhonero y otros ensayos (2000)